# Armando Maunier
Pour les articles homonymes, voir Maunier.
Armando Maunier, né le 11 juillet 1907, à Barcelone, en Espagne et mort en décembre 1998, est un ancien joueur espagnol de basket-ball. Il évolue au poste de meneur.

## Palmarès
- Finaliste du championnat d'Europe 1935